# غاريقون ديفوني
غاريقون ديفوني (الاسم العلمي: Agaricus devoniensis ) هو نوع الفطريات يتبع جنس الغاريقون من الفصيلة الغاريقونية.